# Kanat d'Ardabil
El kanat d'Ardabil fou un kanat de l'Azerbaidjan del segle xviii amb capital a Ardabil. El kanat va ser durant un segle semi-independent del tron persa. Va estar governat pels turcmans shahsevan destacant la figura de Nazar Ali Khan Shahsevan, que el 1780 va arribar a conquerir Rasht en guerra contra el kan de Gilan Hedayat.

## Llista de Khans
- Badr Khan Sarikhanbayli-Shahsevan 1747 - 1763
- Nazar Ali Khan Sarikhanbayli-Shahsevan 1763 - 1792 (conjuntament)
- Nasir Khan Sarikhanbayli-Shahsevan1747 - 1808 (conjuntament[2])